# Macaranga siamensis
Macaranga siamensis là một loài thực vật có hoa trong họ Đại kích. Loài này được S.J.Davies mô tả khoa học đầu tiên năm 2001.